# Catostomus platyrhynchus
Catostomus platyrhynchus is een straalvinnige vissensoort uit de familie van de zuigkarpers (Catostomidae). De wetenschappelijke naam van de soort is voor het eerst geldig gepubliceerd in 1874 door Cope.